# Passagiersvliegtuig

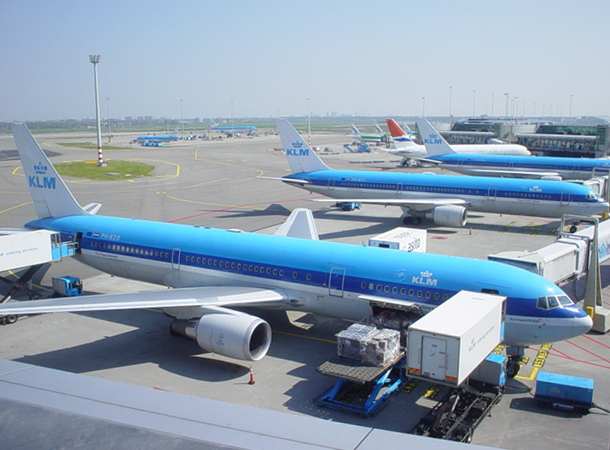
Passagiersvliegtuigen in de oude kleuren van de KLM op Schiphol

Een passagiersvliegtuig is een vliegtuig dat als primaire functie het vervoeren van mensen heeft. Samen met vrachtvliegtuigen worden de passagiersvliegtuigen tot de verkeersvliegtuigen gerekend. Het eerste passagiersvliegtuig was de Ilja Moeromets in 1913 die 16 passagiers kon vervoeren. 

## Indeling
De meeste passagiersvliegtuigen bestaan uit twee lagen. De passagiersstoelen bevinden zich in de bovenste laag (main-deck), al dan niet in diverse klassen. Het onderste gedeelte van de romp wordt gebruikt voor de bagage van de passagiers en vrachtcontainers met post en luchtvracht. Sommige vliegtuigen hebben boven het main-deck een derde laag (Boeing 747, Airbus A380). Deze laag wordt het upper-deck genoemd en biedt ook ruimte aan passagiers. Het grootste passagiersvliegtuig ter wereld is de Airbus A380.

## Typen
Op de langere afstanden zijn er twee categorieën te onderscheiden op basis van de doorsnedemaat van de romp. Dit zijn de widebody en narrow-body vliegtuigen. Ook zijn er zogenaamde combi-vliegtuigen waarbij het main-deck is ingericht zodat er zowel passagiers als extra vracht vervoerd kan worden.

## Ondersteuning
Op de grond is het vliegtuig afhankelijk van de grondafhandeling, een geheel van ondersteunende diensten, van catering over bagage- en personenaanvoer tot beveiliging en ontvriezen van de buitenkant.